# Banu Iyad
I Banū Iyād (in arabo ﺑﻨﻮ إﻳﺎﺪ‎?) erano una tribù araba che, secondo i genealogisti, sarebbe stata costituita da Iyād - figlio di Nizār b. Maʿadd e fratello di Muḍar, Rabīʿa e Anmār - e dai suoi discendenti.
Stanziati inizialmente nella Tihama, avrebbero contribuito a cacciare i Banu Jurhum da Mecca, per esserne però a loro volta allontanati dai Banu Khuza'a. Si sarebbero allora spostati verso il Bahrain, andando a costituire una delle componenti della grande confederazione tribale dei Tanūkh, prima di trasferirsi definitivamente nel Sawad mesopotamico.
All'epoca di Cosroe I (reg. 531-79) ebbero un'effimera vittoria a Dayr al-Jamājim su alcune truppe sasanidi spedite contro di loro per punirli del rapimento di una signora altolocata, prima però di soccombere alla loro migliore organizzazione militare.

Dispersi, una parte di essi entrò al servizio dei vincitori ma, al momento di contrastare la tribù dei Banu Bakr ibn Wa'il, gli Iyād defezionarono e contribuirono così all'inattesa sconfitta persiana nella battaglia di Dhu Qar nel 604.
Adoratori dell'idolo Dhū l-Kaʿbayn o Dhū l-Kaʿbāt, una parte di loro seguì la profetessa Sajāḥ prima di rassegnarsi ad abbracciare l'Islam, a seguito dell'invio (come altre tribù) di una loro delegazione a Medina per pregare Maometto di accordar loro protezione e vantaggi economici. 
Ciò non impedì loro di contrastare Khalid ibn al-Walid nel 633. Sconfitti ad ʿAyn al-Tamr, gli Iyād non rinunciarono a cercare di aiutare i Bizantini, prima di piegarsi ad accettare la politica espansionistica della Umma arabo-islamica.